# Baizhang Huaihai
Baizhang Huaihai (chiń. 百丈懷海, pinyin Bǎizhàng Huáihǎi; kor. 백장회해 Paekchang Hoehae; jap. ヒャクジョウエカイ Haykujō Ekai; wiet. Bách Trượng Hoài Hải; ur. 749, zm. 10 lutego 814) – chiński mistrz chan (jap. zen), uczeń Mazu Daoyi.

## Życiorys
Baizhang urodził się w prefekturze Changle w Fuzhou, dokąd przeprowadzili się jego przodkowie z północy w czasie rebelii Yongjia w latach 307–313. Pochodził z potężnego klanu Wang z Taiyuan. Był to jeden z największych rodów arystokratycznych Chin okresu dynastii Tang. Był zatem bardzo dobrze, klasycznie wykształcony, a także niezwykle zdolny. W Zutang ji znajduje się zapisana historyjka z jego dziecięcego okresu.
| Gdy był małym chłopcem, jego matka wzięła go do klasztoru aby oddać cześć Buddzie. Wskazując na wyobrażenie Buddy [Baizhang] spytał matkę „A co to jest?” Matka odparła „To jest Budda”. Dziecko powiedziało „Jego wygląd przypomina człowieka i nie różni się od mojego. W przyszłości również stanę się taki jak on”. |

Życie klasztorne rozpoczął u mnicha Huizhao z góry Xi w Guangdongu. Ten sam mnich był także nauczycielem Yaoshana Weiyana (745–828), który był nieco starszy od Baizhanga. Być może znali się.
Mnisie ślubowania złożył w 767 r. u mistrza winai Fazhao z góry Heng w Nanyue. Była to jedna z Pięciu Świętych Gór Chin. Po ordynacji przeniósł się do Lujiang (Anhui), gdzie studiował buddyjskie teksty.
Następnie podróżował, aby dotrzeć do mistrza chan Mazu Daoyi. Prawdopodobnie dotarł do mistrza ok. 770 r., gdy Mazu przebywał jeszcze na górze Gonggong (na południu Jiangxi). Gdy mistrz przeniósł się do Hongzhou, Baizhang udał się za nim. Mazu otrzymał od gubernatora prowincji oficjalny klasztor Kaiyuan, który był częścią sieci klasztorów noszących tę samą nazwę.
Oto opis oświecenia Baizhanga.
| Pewnego dnia Baizhang towarzyszył Mazu na spacerze. Nagle przeleciało nad nimi stado dzikich kaczek. Mazu spytał Co to jest? Baizhang odpowiedział Dzikie kaczki. Mazu powiedział Gdzie one poleciały? Baizhang odpowiedział One odleciały Mazu złapał nagle Baizhanga za nos i tak go wykręcił, że Baizhang krzyknął. Mazu powiedział „Więc mówisz, że one odleciały!” Baizhang w tym momencie osiągnął oświecenie. Po powrocie do pokoju służącego Baizhang głośno płakał. Jeden ze służących spytał Jesteś chory? Baizhang odpowiedział Nie Służący spytał Czy ktoś cię rzucił czar na ciebie? Baizhang odparł Nie Służący zapytał To dlaczego płaczesz? Baizhang odpowiedział Mistrz Ma wykręcił mi nos tak mocno, że ból był nie do zniesienia Służący powiedział A czym go tak obraziłeś? Baizhang powiedział Idź i spytaj go Służący poszedł do mistrza i powiedział Czym służący Hai obraził cię. On płacze w swoim pokoju. Powiedz mi. Wielki nauczyciel powiedział On wie. Spytaj go Służący wrócił do chatki Baizhanga i powiedział Mistrz mówi, że ty już wiesz, więc że ja powinienem tu przyjść i spytać ciebie. Wtedy Baizhang wybuchnął śmiechem. Służący powiedział Chwilę temu płakałeś, więc dlaczego teraz się śmiejesz? Baizhang powiedział Mój płacz chwilę temu jest taki sam jak mój śmiech teraz Służący był oszołomiony zachowaniem Baizhanga. Następnego dnia Mazu wszedł do sali aby przemówić do mnichów. Kiedy mnisi zakończyli zgromadzenie, Baizhang zwinął swoją matę. Mazu zszedł z krzesła a Baizhang poszedł za nim do pokoju opata. Mazu powiedział Dotąd nie powiedziałem słowa. Dlaczego zrolowałeś swoją matę do siedzenia? Baizhang powiedział Wczoraj mistrz boleśnie wykręcił mój nos Mazu powiedział Czy było coś szczególnego wczoraj, co zauważyłeś? Baizhang powiedział Dzisiaj mój nos już mnie nie boli Mazu powiedział A więc naprawdę zrozumiałeś, co zdarzyło się wczoraj. Baizhang pokłonił się i wyszedł. |

Po śmierci Mazu w 788 r. przywództwo nad społecznością mnisią przejął Xitang Zhizang (735–817), a Baizhang zamieszkał w pobliżu stupy (pagody) mistrza Mazu na górze Shimen.
Mazu miał wielu uczniów, jednak Baizhang nie wyróżniał się i nie znajduje się na liście najbardziej znanych uczniów mistrza wyrytej na steli. Uważa się, że stało się to z powodu niezwykłej skromności i zupełnego niezainteresowania sławą czy statusem.
Na górze Shimen zaczął nauczanie pierwszych uczniów w klasztorze Letan. Było to miejsce, gdzie odpoczywał mistrz Mazu oraz miejsce jego pamiątkowej stupy.
Później otrzymał zaproszenie do osiedlenia się na górze Baizhang (zwanej także Daxiong). Góra ta znajdowała się na południe od Shimen w całkowicie odosobnionym miejscu, które nigdy nie miało żadnych związków z chanem.
W klasztorze na tej górze Baizhang spędził 20 lat. Praktykowało u niego wielu uczniów, jednak nie tak wielu jak u Mazu. Niektórzy z nich stali się później wybitnymi mistrzami chan – zwłaszcza Guishan Lingyou (771–853) oraz Huangbo Xiyun (zm. 850), którzy później zostali zaliczeni do wiodących mistrzów chan swojej generacji.
Zmarł 10 lutego 814 r. Ceremonie pogrzebowe odbyły się 21 maja na zachodnim szczycie góry Baizhang. Były one przeprowadzone według Abhidharma-mahāvibhāśa-śāstra (chiń. Da piposha lun), co świadczy o szacunku dla starożytnej tradycji buddyjskiej.
W 821 r. dwór cesarski obdarzył pośmiertnie mistrza tytułem Dazhi chanshi (mistrz chan Wielkiej Mądrości). Jego stupa została nazwana Dabao shenglun (Wspaniała rozprawa o Wielkim Skarbie).
Po jakimś czasie Baizhang został uznany za wybitnego ucznia Mazu. Źródła z okresu posttangowskiego zwykle umieszczają go razem z Xitangiem jako dwóch głównych uczniów Mazu, w jakiś czas potem dołączono do nich także mistrza Naquana Puyuana (748–834).

## Uczniowie
Po śmierci mistrza wspólnotę mnisią poprowadził Baizhang Fazheng (zm. 819), a po nim inny uczeń mistrza Baizhang Niepan (zm. 828).
Baizhang miał mniejszą liczbę uczniów niż jego nauczyciel mistrz chan Mazu. Podczas gdy uczniowie Mazu rozproszyli się właściwie po całych Chinach, uczniowie Baizhanga ograniczyli się do rejonu Jiangxi i przyległych prowincji.
Wiadomo, że miał 30 oświeconych uczniów, jednak informacje przetrwały tylko o 25. Rozproszyli się oni następująco:
- Hebei – 2
- Henan – 2
- Jiangsu – 2
- Zhejiang – 3
- Jiangxi – 11
- Hunan – 2
- Fujian – 1
- Guangdong – 2[2]

Jego klasztor utrzymał pozycję ważnego centrum chanu jeszcze w okresie Pięciu Dynastii i Dziesięć Królestw (907-960).
Najwybitniejszymi uczniami byli Huangbo Xiyun i Guishan Lingyou.

## Działalność i nauki
Chociaż przetrwały jego listy oraz mowy Dharmy, które są zaliczane do najbardziej iluminujących, to jednak nie one stały się powodem jego późniejszej sławy. Późniejsza tradycja chan raczej ignorowała jego kazania, a skupiła się na apokryficznych historiach skomponowanych w dialogowym stylu spotkania mistrza z uczniem, oraz na jego legendarnej roli jako twórcy reguł monastycznych chanu, zwanych zwykle „regułami czystości” (chiń. qinggui 清規). Są one interpretowane jako epokowe wydarzenie w historii chanu, bowiem oznaczyły pojawienie się chanu jako instytucjonalnie niezależnej tradycji.
Przyjęło się uważać go za twórcę, a tym samym patrona monastycyzmu chanistycznego, jednak najwcześniejszy tekst łączący jego postać z regułami monastycznymi, to Song gaoseng zhuan, powstały dopiero w 988 r., a więc w 174 lata po śmierci mistrza. Jego powiedzenie „Dzień bez pracy jest dniem bez jedzenia” (一日不作一日不食) zostało przyjęte przez wszystkie klasztory chan i spowodowana tym ich częściowa samowystarczalność przyczyniła się do przetrwania przez szkołę chan – właściwie bez uszczerbku – prześladowań buddyzmu w latach 40. IX w.
Głównym tematem Baizhang guanglu jest postęp praktykującego chan oraz etapy, które potwierdzają drogę praktyki, która doprowadza do duchowej transformacji i kulminuje w urzeczywistnieniu oświecenia.
Baizhang objaśnia tę drogę w określeniach trzech etapów, które obejmują trzy różne stany (lub warunki) mentalne, odpowiadające trzem etapom duchowego rozwoju. Te trzy etapy są hierarchiczne i progresywne, i objaśniają coraz bardziej czyste stany świadomości i odpowiednie etapy religijnej doskonałości.
Proces opisany przez Baizhanga włącza dialektyczny rozwój w progresywnie coraz bardziej czyste poziomy nieprzywiązania i transcendencji, przy czym każdy kolejny etap poprawia czy oczyszcza ograniczenia poprzedniego etapu i wprowadza głębszy wgląd w końcową prawdę. Wyższy poziom świadomości urzeczywistniony przez praktykującego na każdym wyższym etapie jest zatem zależny od odrzucenia przez niego form przylegania i niedoskonałości wykazanych na poprzednim etapie. Gdy uczeń opanowuje swój umysł i porzuca przywiązania, jest zdolny do starcia 10 stanów nieczystego umysłu, które Baizhang określa m.in. jako „umysł chciwy, umysł pożądliwy, umysł zanieczyszczony, umysł gniewny, umysł przylegający” itd.<.
- Etap pierwszy. Na pierwszym etapie drogi praktykujący uprawia oderwanie się od wszelkich rzeczy. Podczas wchodzenia w różne sytuacje i kontakty z różnymi fenomenami czy zjawiskami postrzeganymi zmysłami, jest on świadomy ich wewnętrznych, wrodzonych cech i jest w stanie upewnić się, co do ich czystości lub skalania. Ten etap został opisany także w tekście Erru sixing lun (二入四行論; Traktat o dwóch wejściach i czterech praktykach) przypisywanym Bodhidharmie, jako „zamrożenie” w kontemplacji ściany (chiń. biguan 壁觀). Na tym etapie „ja i inni, zwyczajna osoba i mędrzec, są jednym i tym samym”, a praktykujący znajduje się w stanie „bez rozróżniania, spokojny i nieaktywny”.

Ta praktyka jest także odpowiednikiem praktyki mistrza Baotanga Wuzhu, założyciela syczuańskiej szkoły chan baotang (i w której rozpoczął praktykę sam mistrz Mazu), która kładła olbrzymi nacisk na „nierozróżnianie” (chiń. wufenbie) jako „szlachetną drogę” zawierającą zarówno praktykę, jak i urzeczywistnienie. To właśnie ta radykalna interpretacja nauk chanu o „niemyśleniu” (chiń. wunian) spowodowała krytykę tej szkoły przez Guifenga Zongmiego (781–841) za zwykłe „wymazywanie świadomości” (chiń. mieshi).
- Etap drugi. Świadomy tego Baizhang wprowadza etap drugi, będący korektą tego jednostronnego uchwycenia nieprzywiązania i nierozróżniania. Na drugim etapie praktykujący „przełamuje się przez dobry umysł” uprawiany na etapie pierwszym. Przechodzi poza wewnętrzne ograniczenia wstępnego etapu i porzuca spokojne przebywanie w umysłowym stanie spokoju i nieprzywiązania.

Baizhag określa ten etap jako „pośrednie dobro”. Praktykujący porzuca przebywanie w stanie nieprzywązania, co zostało już zrealizowane na etapie pierwszym, oraz także subtelne formy przywiązania do stanu nierozróżniania i nieprzywiązania. Jednak nie jest to jeszcze etap całkowitej wolności od wszelkich przeszkód. Pomimo uwolnienia się od wymienionych wcześniej ograniczeń, pozostaje jeszcze subtelne odczucie „świadomości siebie”, gdyż praktykujący jest świadom siebie jako tego, który zlikwidował wszystkie przywiązania bez utknięcia w niedojrzałym stanie nierozróżniającej świadomości.
Podobną do Baizhanga świadomość niebezpieczeństwa utknięcia na etapie czystości i nieprzywiązania wykazywał także inny z uczniów Mazu – Dazhu Huihai (zm. 788), co zaprezentował w swoim dziele Dunwu rudao yaomen lun (Traktat o zasadach wejścia na Drogę poprzez nagłe oświecenie).
Zdaniem Baizhanga, aby uwolnić umysł od tych subtelnych przeszkód, które przeszkadzają w powstaniu stanu buddy, zaawansowany uczeń musi odrzucić ostatnie ślady przywiązania i nakierowanej na siebie świadomości. Nie może nawet pozwolić na powstanie spostrzeżenia czy świadomości, że te subtelne formy przywiązania zostały już porzucone.
To pozwala wejść na etap trzeci.
- Etap trzeci. Na tym etapie umysł praktykującego ostatecznie przekracza wszystkie przeszkody i staje się całkowicie wolny nawet od najsubtelniejszych form „chwytania” czegokolwiek. Zlikwidowana zostaje w końcu „duchowa ignorancja”. Uczeń przekracza nawet najbardziej czyste formy wiedzy i porzuca wszelkie poglądy, urzeczywistniając, że one także przeszkadzają w ujawnieniu się mądrości stanu buddy. Taka osoba w opinii Baizhanga znajduje się poza wszelkimi ograniczeniami i jest wolna od wszelkich więzów. Ostatecznie urzeczywistnia potencjał doskonałości wrodzony każdej osobie i staje się zatem „buddą mającym naturę buddy”. Przedtem ten stan był niemożliwy do osiągnięcia, gdyż

| Jeśli z pragnieniem poszukujesz buddy tu i tam, to już całkowicie odwróciłeś się od niego, gdyż budda jest kimś bez przywiązań, bez poszukiwania i bez uciekania”. |

Baizhang doradza, aby nie nauczać po kolei tylko jednego etapu, ponieważ te trzy drogi są jednym dialetycznym procesem, w którym są one ściśle połączone. Jednak z drugiej strony także zauważa, że uczenie wszystkich etapów jednocześnie także może spowodować problemy, gdyż „każdy etap jest dostępny tylko tym uczniom, których praktyka osiągnęła pewien etap duchowej dojrzałości
Zdaniem Baizhanga jego droga reprezentuje istotę bezpośredniej chanistycznej ścieżki praktyki i urzeczywistnienia.

## Baizhang w zbiorachkoanów
- Zapiski Błękitnej Skały (Biyan lu) – 26, 53, 70, 71, 72, 73
- Congrong lu – 6, 8
- Wumenguan – 2, 40

## Prace literackie
- Baizhang guanglu (Obszerne zapiski Baizhanga) –
- Baizhang yulu (zbiór tekstów Baizhanga dokonany w okresie dynastii Song)

## Linia przekazu Dharmy zen
Pierwsza liczba oznacza pokolenia mistrzów od 1 Patriarchy indyjskiego Mahakaśjapy.
Druga liczba oznacza pokolenia od 28/1 Bodhidharmy, 28 Patriarchy Indii i 1 Patriarchy Chin.
Trzecia liczba oznacza początek nowej linii przekazu w danym kraju.
- 33/6. Huineng (638–713)
  - 34/7. Nanyue Huairang (677–744) szkoła hongzhou
    - 35/8. Mazu Daoyi (707–788)
      - 36/9. Baizhang Huaihai (749–814)
        - 37/10. Baizhang Fazheng (zm. 819)?
        - 37/10. Baizhang Niepan (zm. 828) (także Fazheng)?
        - 37/10. Tiantai Pu’an (bd)
        - 37/10. Yunzhou Changguan (bd)
        - 37/10. Fuzhou Da’an (bd)
        - 37/10. Dachi Huanzhong (732–824) tytuł pośmiertny Xingkong
        - 37/10. Longyun Tai (bd)
        - 37/10. Weiguo Dao (bd)
        - 37/10. Zhenzhou Wansui (bd)
        - 37/10. Hongzhou Dongshan (bd)
        - 37/10. Guangzhou He’an Tong (bd) (Buyu Tong)
        - 37/10. Guannan Daochang (bd)
        - 37/10. Guishan Da’an (793–883 (także Changqing)
          - 38/11. Lingyun Zhiqin (bd)
          - 38/11. Taisui Fazhen (878–963)
            - 39/12. Lingshu Rumin (bd)

        - 37/10. Dazi Guanzhong (780–860)
        - 37/10. Wufeng Changguan (bd)
        - 37/10. Shishuang Xingkong (bd)
        - 37/10. Guling Shencan (bd)
        - 37/10. Guishan Lingyou (771–853) szkoła guiyang
        - 37/10. Huangbo Xiyun (zm. 850)
          - 38/11. Linji Yixuan (zm. 867) szkoła linji

        - 37/10/1. Vô Ngôn Thông (759–826) Wietnam